# Paroare à bec jaune
Paroaria capitata
Espèce
Statut de conservation UICN

 LC  : Préoccupation mineure
Statut CITES
Le Paroare à bec jaune (Paroaria capitata), aussi appelé Cardinal à bec jaune, est une espèce de passereaux de la famille des Thraupidae. Elle était auparavant placée dans la famille des Emberizidae.

## Description

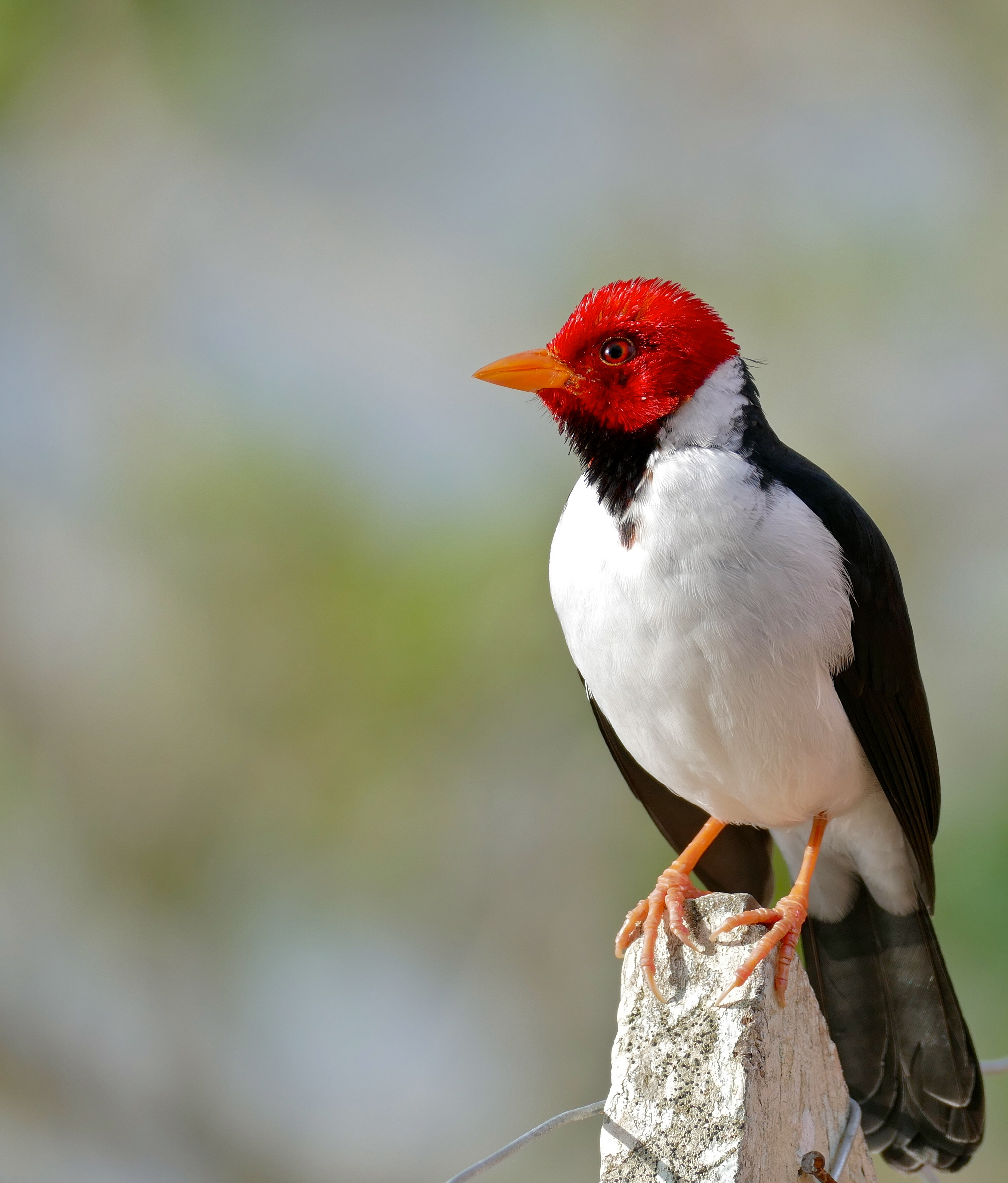
Paroare à bec jaune (Mato Grosso, Brésil)

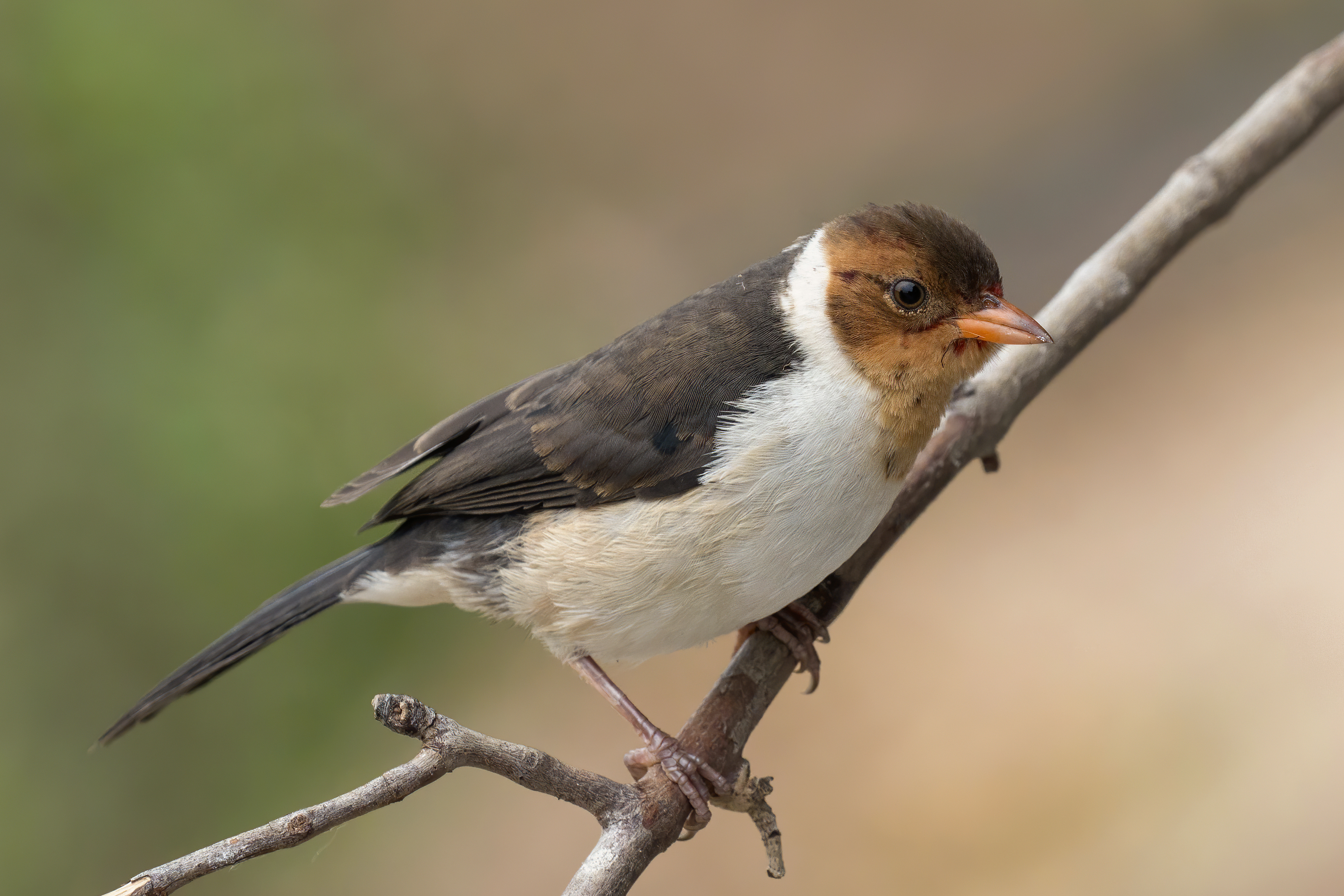
juvénile

Cet oiseau mesure environ 16,5 cm de longueur.
Il peut être facilement confondu avec les autres espèces de paroares mais il est le seul à posséder un bec entièrement jaune. La tête est rouge carmin, le menton et la gorge sont noirs, la nuque et les parties inférieures sont blanches. Le mâle a les ailes et le dos gris sombre à noir tandis que la femelle est grisâtre à ce niveau.

## Répartition
On le trouve au Brésil, au Paraguay, dans le sud-est de la Bolivie et dans le nord de l'Argentine et il a été introduit sur l'île d'Hawaï.

## Habitat
Il vit sur le sol dans les zones arbustives humides.

## Sous-espèces
Selon Peterson, cet oiseau est représenté par deux sous-espèces :
- Paroaria capitata capitata (Orbigny & Lafresnaye) 1837 ;
- Paroaria capitata fuscipes Bond & Meyer de Schauensee 1939.